# Maoual
 (mars 2020).
Si vous disposez d'ouvrages ou d'articles de référence ou si vous connaissez des sites web de qualité traitant du thème abordé ici, merci de compléter l'article en donnant les références utiles à sa vérifiabilité et en les liant à la section « Notes et références ».
Maoual Bouchaïb, dit Maoual, est un peintre, graveur et sculpteur franco-marocain né le 26 février 1959 à Essaouira (Maroc).

## Biographie
Titulaire d'un diplôme national supérieur d'expression plastique à l'École supérieure des beaux-arts de Marseille, Maoual s'installe dans cette ville pour y travailler.
Maoual participe à de nombreuses biennales internationales d'arts graphiques en Espagne, États-Unis, Norvège, France, Yougoslavie, Italie, Pologne, Pays-Bas et au Japon.
« La pratique de Maoual évolue entre gravure, peinture et sculpture. Fondée essentiellement sur l'anachronisme et l'humour, elle interroge la course folle de l’humanité et sa souffrance éprouvée dans l'obsession des déplacements incessants. À travers des figures fugitives se vivent (se voient), dans un fourmillement de signes, la joie et la déception, la fête et la tragédie de l'existence humaine…, le tout dans une concentration plastique où s'entremêlent Préhistoire et Epoque contemporaine… »[réf. nécessaire]

## Expositions
Expositions personnelles
- Musée COBRA Amsterdam 2022[2]
- Institut Français d'Essaouira 2020 (Posture nomade)[3],[4]
- Espace Rivage Rabat Maroc 2019[5]
- Galerie Polysémie (Les Maîtres Marseillais contemporains) 2015 [6]
- Galerie de l'institut français de Tanger De l’estampe au multiple, 2013 [7]
- Galerie Martagon 2012 [8]
- Les chantiers de la Lune, La Seyne-sur-Mer, 2011 [9]
- Galerie Bab El Kebir, Rabat Maroc, 2009[10].
- Galerie de l'institut français de Rabat, Rabat, 2008 [11]
- Galerie Rê de Marrakech  «Tatouages multiples», 2007[12]
- Galerie Delacroix, Tanger, 2007[13]
- Artothèque Antonin Artaud Marseille, 2006 [14]
- Galerie les Atlassides Marrakech, 2005 [15]
- Galerie Martagon Malaucène, 2004
- Galerie du musée du Patrimoine Six fours, 2003
- Galerie Martagon Malaucène, 2003
- Galerie Alain Paire Aix-en-Provence, 2002
- Poinso-Chapuis, Marseille, 2001
- Galerie JP Cupillard Grenoble, 2000
- Galerie Martagon Malaucène, 2000
- Galerie Palladion Toulouse, 1998
- Galerie Alain Paire Aix-en-Provence, 1997
- Galerie Aronowitsch stockholm, 1995
- Galerie Agora Marseille, 1990
- Galerie M à Lindau en RFA, 1987 et 1989
- Édition de deux gravures grands formats (2,30 m/1,23 m), avec l'École de Nîmes (presse du jardin.) présenté au SAGA grand palais, Paris, 1988, 89 et 90.
- Bourse de la DRAC (FIACRE), 1987.
- Résidence artistique à l'institut français du nord Tanger/Tetouan, du 20 novembre au 20 décembre 2006.

Expositions collectives
- Impressions Avignon 2013
- GLOB'ART. Villa des arts (ONA), Rabat, Maroc, 2006
- Village d'Art, Nord/Sud, Octon, France, 2006
- Galerie Tadgart, Marrakech, 2006
- Galerie C et à la teinturerie d’Amiens, 2005 (catalogue)
- Collection Anne et Henri Sotta, artothèque Antonin Artaud, 2005 (catalogue)
- Artothèque de Miramas, 2004 (catalogue)
- Une année d'estampe à L'Atelier M, Marseille, 1999
- Les 25 ans de la galerie Athanor, Marseille, 1999
- Pur Impur Aix en Provence, 1999 (catalogue)
- La collection Jean-Pierre Alis, musée d'Art moderne de Céret, 1998 (catalogue)
- Artothèque de Miramas, 1998.
- Musée des Alpilles, Saint-Rémy-de-Provence, 1998, (catalogue)
- Galerie JM Cupillard, Grenoble, 1998
- Galerie Daniel Amourette à Rouen, 1997
- Galerie Martagon Malaucène, 1997
- Aix invite Marseille, 1997 (catalogue)
- L'Atelier M, Marseille, 1997
- Musée de Céret, Yves Michaud, 25 ans de collection d'art contemporain, 1997 (catalogue)
- L'école des beaux-arts de Nîmes, 1992
- Galerie de l'école des beaux-arts de Marseille, 1991
- D'Aubanel à Maoual (Vétérinaires Sans Frontières), Le nomade et l'animal, espace Berthelot, Lyon, 1990
- Galerie Agora, Saint-Rémy-de-Provence, 1990
- Galerie Agora, Marseille, 1989
- Galerie Athanor, Marseille, 1988 et 1989
- SAGA Grand Palais avec les Presses du Jardin, 1988, 1989, et 1990 (catalogue)
- Avec la galerie Athanor à Nimes, 1987
- Itinérante (ARTAKER) Nord/sud à Vienne puis Salzbourg, 1987 (catalogue)

## Collections publiques
- Fond communal d'art contemporain de Marseille[16]
- Artothèque Antonin Artaud, Marseille[17]
- Musée des Alpilles, Saint-Rémy-de-Provence
- Artothèque de Saint-Maur
- Musée d’art moderne de Céret, Céret[18]
- Médiathèque intercommunale de la ville de Fos-sur-Mer
- Bibliothèque francophone multimédia de Limoges
- Bibliothèque nationale de France, Paris[19]